# Championnat de France de basket-ball de Nationale féminine 1A 1997-1998
Navigation
Saison précédente Saison suivante
Cette saison de la Nationale Féminine 1A de basket-ball en France est la dernière de cette division élite du championnat de France. En effet l'année suivante sera la première de la nouvelle formule du championnat : la Ligue féminine de basket.

## Les équipes
| - ASPTT Aix-en-Provence - SC Bordeaux - CJM Bourges - US Dunkerque | - Limoges ABC - BAC Mirande - USO Mondeville - Avenir de Rennes | - RC Strasbourg - Tarbes GB - Toulouse Launaguet Basket - Valenciennes-Orchies |

Le BAC Mirande ne disputa que les 5 premières journées et déclara un forfait général lors de la 9e journée (le 29 novembre 1997). Sur ses quatre matches joués (la rencontre contre Bourges ayant été reportée), Mirande présentait un bilan de 2 victoires pour 2 défaites (pour le match, perdu, à Limoges, Mirande avait envoyé son équipe réserve).

## Classement après la première phase
- En vert les équipes qualifiées pour le groupe A en deuxième partie de saison
- En bleu les équipes qualifiées pour le groupe B en deuxième partie de saison
- En rouge les équipes qualifiées pour le groupe C en deuxième partie de saison

| Place | Équipe               | Pts                                      | MJ                                       | Vic.                                     | Déf.                                     | +                                        | –                                        | %                                        | Coeff.                                   |
| 1     | Bourges              | 38                                       | 20                                       | 18                                       | 2                                        | -                                        | -                                        | -                                        | -                                        |
| 2     | Valenciennes-Orchies | 38                                       | 20                                       | 18                                       | 2                                        | -                                        | -                                        | -                                        | -                                        |
| 3     | Tarbes               | 36                                       | 20                                       | 16                                       | 4                                        | -                                        | -                                        | -                                        | -                                        |
| 4     | Bordeaux             | 33                                       | 20                                       | 13                                       | 7                                        | -                                        | -                                        | -                                        | -                                        |
| 5     | Aix-en-Provence      | 31                                       | 20                                       | 11                                       | 9                                        | -                                        | -                                        | -                                        | -                                        |
| 6     | Strasbourg           | 30                                       | 20                                       | 10                                       | 10                                       | -                                        | -                                        | -                                        | -                                        |
| 7     | Mondeville           | 30                                       | 20                                       | 10                                       | 10                                       | -                                        | -                                        | -                                        | -                                        |
| 8     | Limoges              | 25                                       | 20                                       | 5                                        | 15                                       | -                                        | -                                        | -                                        | -                                        |
| 9     | Rennes               | 25                                       | 20                                       | 5                                        | 15                                       | -                                        | -                                        | -                                        | -                                        |
| 10    | Toulouse-Launaguet   | 23                                       | 20                                       | 3                                        | 17                                       | -                                        | -                                        | -                                        | -                                        |
| 11    | Dunkerque            | 21                                       | 20                                       | 1                                        | 19                                       | -                                        | -                                        | -                                        | -                                        |
| 12    | Mirande              | Forfait général - Dépôt de bilan du club | Forfait général - Dépôt de bilan du club | Forfait général - Dépôt de bilan du club | Forfait général - Dépôt de bilan du club | Forfait général - Dépôt de bilan du club | Forfait général - Dépôt de bilan du club | Forfait général - Dépôt de bilan du club | Forfait général - Dépôt de bilan du club |

## Classements après la phase 2

### Groupe A
- En vert les équipes qualifiées pour l'Euroligue
- En bleu les équipes ayant gagné leur place en Eurocoupe pour la saison suivante.

| Place | Équipe               | PTS | MJ | VIC | DEF | + | - | % | Coeff |
| 1     | Bourges              | 12  | 6  | 6   | 0   | - | - | - | -     |
| 2     | Valenciennes-Orchies | 10  | 6  | 4   | 2   | - | - | - | -     |
| 3     | Tarbes               | 7   | 6  | 1   | 5   | - | - | - | -     |
| 4     | Bordeaux             | 7   | 6  | 1   | 5   | - | - | - | -     |

### Groupe B
- En bleu les équipes ayant gagné leur place en Eurocoupe pour la saison suivante.

| Place | Équipe          | PTS | MJ | VIC | DEF | + | - | % | Coeff |
| 1     | Aix-en-Provence | 10  | 6  | 4   | 2   | - | - | - | -     |
| 2     | Mondeville      | 9   | 6  | 3   | 3   | - | - | - | -     |
| 3     | Limoges         | 9   | 6  | 3   | 3   | - | - | - | -     |
| 4     | Strasbourg      | 8   | 6  | 2   | 4   | - | - | - | -     |

### Groupe C
- En rouge les équipes reléguées en NF1

| Place | Équipe   | PTS | MJ | VIC | DEF | + | - | % | Coeff |
| 1     | Rennes   | 7   | 4  | 3   | 1   | - | - | - | -     |
| 2     | Toulouse | 6   | 4  | 2   | 2   | - | - | - | -     |
| 3     | Reims    | 5   | 4  | 1   | 3   | - | - | - | -     |

### Finale
- match aller : (le 4 avril 1998)

Valenciennes-Orchies 58-50 Bourges
- match retour :(le 11 avril 1998)

Bourges 56-46 Valenciennes-Orchies
- match d’appui:(le 14 avril 1998)

Bourges 51-38 Valenciennes-Orchies
- Bourges champion de France pour la 4e année consécutive

## Les récompenses/performances
MVP française : Yannick Souvré (Bourges)
MVP étrangère :  Eva Němcová (Bourges)
Meilleur Coach :  Vadim Kapranov (Bourges)

## Tournoi de la Fédération
Le huitième Tournoi de la Fédération se déroule le week-end du 31 janvier au 1er février 1998 dans la salle de Villeurbanne, l'Astroballe.
|  | Demi-finales                   | Demi-finales                  |                        |    | Finale                         | Finale                         |
|  | Demi-finales                   | Demi-finales                  |                        |    | Finale                         | Finale                         |
|  |                                |                               |                        |    |                                |                                |
|  | Sam 31 janvier - Villeurbanne  | Sam 31 janvier - Villeurbanne |                        |    | Dim 1er février - Villeurbanne | Dim 1er février - Villeurbanne |
|  | Sam 31 janvier - Villeurbanne  | Sam 31 janvier - Villeurbanne |                        |    | Dim 1er février - Villeurbanne | Dim 1er février - Villeurbanne |
|  | (1) Bourges                    | 74                            |                        |    | Dim 1er février - Villeurbanne | Dim 1er février - Villeurbanne |
|  | (1) Bourges                    | 74                            |                        |    | Dim 1er février - Villeurbanne | Dim 1er février - Villeurbanne |
|  | (4) Bordeaux                   | 36                            |                        |    | Dim 1er février - Villeurbanne | Dim 1er février - Villeurbanne |
|  | (4) Bordeaux                   | 36                            | Valenciennes-Orchies   | 59 |                                |                                |
|  | Sam 31 janvier - Villeurbanne  |                               | Valenciennes-Orchies   | 59 |                                |                                |
|  |                                | Bourges                       | 57                     |    |                                |                                |
|  | (2) Valenciennes-Orchies       | Bourges                       | 57                     | 56 |                                |                                |
|  | (2) Valenciennes-Orchies       |                               |                        | 56 |                                |                                |
|  | (3) Tarbes                     | 53                            |                        |    |                                |                                |
|  | (3) Tarbes                     | 53                            | Match pour la 3e place |    |                                |                                |
|  |                                |                               |                        |    |                                |                                |
|  | Dim 1er février - Villeurbanne |                               |                        |    |                                |                                |
|  |                                |                               |                        |    |                                |                                |
|  | Bordeaux                       | 57                            |                        |    |                                |                                |
|  | Bordeaux                       | 57                            |                        |    |                                |                                |
|  | Tarbes                         | 53                            |                        |    |                                |                                |
|  | Tarbes                         | 53                            |                        |    |                                |                                |